# John Stuart (acteur)
Pour les articles homonymes, voir John Stuart et Stuart.
John Stuart est acteur écossais, né le 18 juillet 1898 à Édimbourg et mort le 17 octobre 1979 à Londres. 

## Biographie
Après avoir été officier pendant la première guerre mondiale, il fait ses débuts à la scène en 1919, année où il tourne aussi son premier film. En quelques années, il devient l'un des acteurs les plus populaires du Royaume-Uni.
Il fait partie de la distribution du premier film d'Alfred Hitchcock.
Insatiable, il jouera dans des centaines de film, des rôles de moins en moins importants.

## Filmographie partielle

### Cinéma
- 1925 : Le Jardin du plaisir (The Pleasure Garden), d'Alfred Hitchcock : Hugh Fielding
- 1926 : Mademoiselle from Armentieres (en) de Maurice Elvey
- 1927 : The Flight Commander (en) de Maurice Elvey
- 1929 : Atlantic, d'Ewald André Dupont : Lawrence
- 1929 : Taxi for Two d'Alexander Esway et Denison Clift : Jack Devenish
- 1930 : Children of Chance d'Alexander Esway
- 1932 : Men of Steel (en) de George King
- 1932 : Numéro dix-sept (Number Seventeen), d'Alfred Hitchcock : Le détective Barton
- 1932 : The Hound of the Baskervilles, de Gareth Gundrey : Sir Henry Baskerville
- 1933 : The Pointing Finger (en) de George Pearson
- 1933 : Le Juif errant (The Wandering Jew) de Maurice Elvey
- 1935 : Le Sultan rouge (Abdul the Damned) de Karl Grune
- 1936 : The Secret Voice (en) de George Pearson
- 1937 : The Show Goes On de Basil Dean
- 1941 : The Courageous Mr. Penn
- 1942 : Penn of Pennsylvania de Lance Comfort
- 1947 : Mon propre bourreau (Mine Own Executioner) d'Anthony Kimmins
- 1951 : La Boîte magique (The Magic Box)
- 1952 : L'assassin a de l'humour (The Ringer) de Guy Hamilton
- 1953 : Mantrap de Terence Fisher
- 1956 : Eyewitness de Muriel Box
- 1958 : Blood of the Vampire
- 1958 : La Revanche de Frankenstein (The Revenge of Frankenstein), de Terence Fisher : L'inspecteur
- 1959 : La Malédiction des pharaons (The Mummy), de Terence Fisher : Le Coroner
- 1960 : Village of the Damned
- 1963 : paranoïac
- 1966 : Son of the Sahara

### Télévision
- 1949 : Ten Little Niggers, de Kevin Sheldon : Dr Edward Armstrong